# Ashtar
Ashtar-Chemosh è una dea venerata dai moabiti. È menzionata nella stele di Mesha equivalente femminile di Chemosh. Potrebbe essere identificata anche con Astarte. 